# Hanko
Hanko (svédül Hangö) Finnország legdélebbi kikötővárosa. Uusimaa tartományban található a Finn-öböl partján, Helsinkitől mintegy 127 km-re, délnyugatra. A város kétnyelvű: lakosságának nagyobb része finn (53,6%), de a svéd anyanyelvűek száma is igen magas (42,9%). Finnország egyik legfontosabb kikötővárosa: a mintegy 3 kilométer hosszan a tengerbe nyúló Tulliniemi (Vám-Földnyelv) körül a tenger vize télen sem fagy be. A környék szokatlanul meleg éghajlatának köszönhetően rendkívül gazdag az élővilága. A zöldövezetben gazdag város partjának hatalmas sziklái, finom fehér homokja, védett öblei és rétjei miatt kedvelt turistacélpont.

## Történelem

### Utazás, kikötők
Hanko egyik legnagyobb jelentőségét kiváló kikötőhelyei adják. Hankót mint kikötőhelyet először a 13. század vége felé említik források. A leghíresebb közülük Hauensuoli (svédül Gäddtarmen) szűk, sziklákkal ölelt, kanyargós tengerszorosa, mely két sziget között helyezkedik el a Hanko-félsziget déli csücskében. A 15. századtól kezdve használták, ennek nyomaként ma mintegy 640 felirat található a sziklákon, amelyek nagy része a svéd uralom alatt, az 1500-1600-as években keletkezhetett. A vésetek neveket és címereket tartalmaznak, melyeket az arra hajózó tengerészek készítettek. 
Hanko kikötője hivatalosan csak a 19. században kezdte meg működését, miután várossá emelte II. Sándor orosz cár (finn nagyherceg) 1874-ben. Az alapítás fő oka a külkereskedelem volt, Finnországnak szüksége volt téli kikötőre. A város fejlődését azonban nem csak a kikötő, de a Hanko-hyvinkääi vasútvonal kiépülése (1873) is elősegítette. A vasút kettészelte a várost: északon a villanegyedek, majd az ipartelepek vannak, délen pedig a régebbi városrész, a városközpont és a kikötők.

### Erődítmények
A hajózás mellett az ország védelmében is jelentős szerepet játszott a város, mivel a földfok maga stratégiailag fontos terület. A svédek már az 1600-as években elkezdték megerősíteni a Hanko-félsziget védelmét, akkor még csak egy kisebb katonai erődítményt építettek, hogy biztosítsák a vámok beszedését. A 18. század végén, 19. század elején már három szigeten és a szárazföldön is építettek erődöket, hogy megakadályozzák az ellenség bejutását a félszigeten keresztül. Az oroszok folytatták az erődítést 1809-ben, de a krími háború alatt, 1894-ben felrobbantották az erődöket. 

### Fürdő
Hanko kikötője főleg télen hozott jelentős bevételt a városnak, ezért szükség volt egy nyári bevételi forrásra is. A kedvező adottságokat kihasználva 1879-ben megépítették a fürdőt és éttermét („Casino”), így fürdővárosként népszerű turistacélponttá vált. Fénykorát az első világháború előtt élte, amikor Finnország legelegánsabb fürdőjének számított, és ami miatt orosz fürdővendégek lepték el a várost. A századfordulón tengerparti villák sora épült fel – neves építészek tervei alapján – amelyek többsége ma szállodaként, étteremként vagy vendégházként szerepel. A második világháborúban, a folytatólagos háború bombázásai alatt súlyosan megrongálódott a fürdő, és végül 1945-ben lebontották.

### Kivándorlás
Az 1865-1930-as évek között mintegy 400 000 ember hagyta el Finnországot, nagy részük Hankón keresztül vándorolt ki Észak-Amerikába az 1880-as évek elejétől kezdve. A Finn Gőzhajózási Társaság (Suomen Höyrylaiva Osakeyhtiö/SHO, a mai Effoa) 1891-ben kezdte meg rendszeres heti közlekedését Hankóból indulva Koppenhágán át az angliai Kingston upon Hull-ba, ahonnan a kivándorlók az Atlanti-óceánon át folytatták útjukat. A társaság hajóin a kitelepülőkön kívül még finn vajat is szállítottak a szigetországba, ami akkoriban igen fontos exportált terméknek számított. A város a kivándorlásban gyakorolt jelentős szerepére ma a Gőzhajózási Társaság egykori hotele, a kitelepülők emlékműve és a vajraktár utal. A raktár melletti kikötőhídról indultak el a hajók, többnyire éjszaka, így az utazók a Russarö szigeten található világítótorony („Hanko szeme”) fényét láthatták utoljára.

### Háborús események
Stratégiailag fontos helyzetéből adódóan több csata és háború is folyt Hanko közelében.  Az első világháborúban, miután Németország hadat üzent Oroszországnak (1914. augusztus), Hankónál orosz katonák állomásoztak, akik félve a város német megszállásától elkezdték azt lerombolni. A németek 1918. április 3-án szálltak partra, ami véget vetett Hanko „vörös korszakának.” A kikötőt és a fürdőt 1919-ben nyitották meg újra.
A téli háború idején az oroszok 72-szer bombázták Hanko városát, ahová 1100 bomba hullott. A moszkvai béke (1940. március 13.) értelmében Finnország 30 évre bérbe adta a félszigetet a Szovjetuniónak, akik Leningrád védelme érdekében katonai támaszpontot létesítettek rajta. A hankói lakosoknak 10 napja volt elhagyni otthonukat, a városba ezután 28000 orosz érkezett, közülük 5000 volt a civil lakos. Rövid időn belül a németek megerősítették a félsziget védelmét, míg a határ másik oldalán, Lappohjában (Hankóhoz tartozó település) a finnek építették ki védelmi vonalukat. A 40 kilométer hosszú Harparskog vonal célja az volt, hogy megakadályozzák az orosz támadást Turkuba, Helsinkibe és Tamperébe. A folytatólagos háború (1941-44) kitörése után 1941 nyarán és őszén át csaták folytak a félszigetért, amit végül sikerült Finnországnak visszaszereznie. Az utolsó szovjetek 1941 decemberében hagyták el Hankót, ahová visszatérhettek a korábban evakuált lakosok.

## Látnivalók

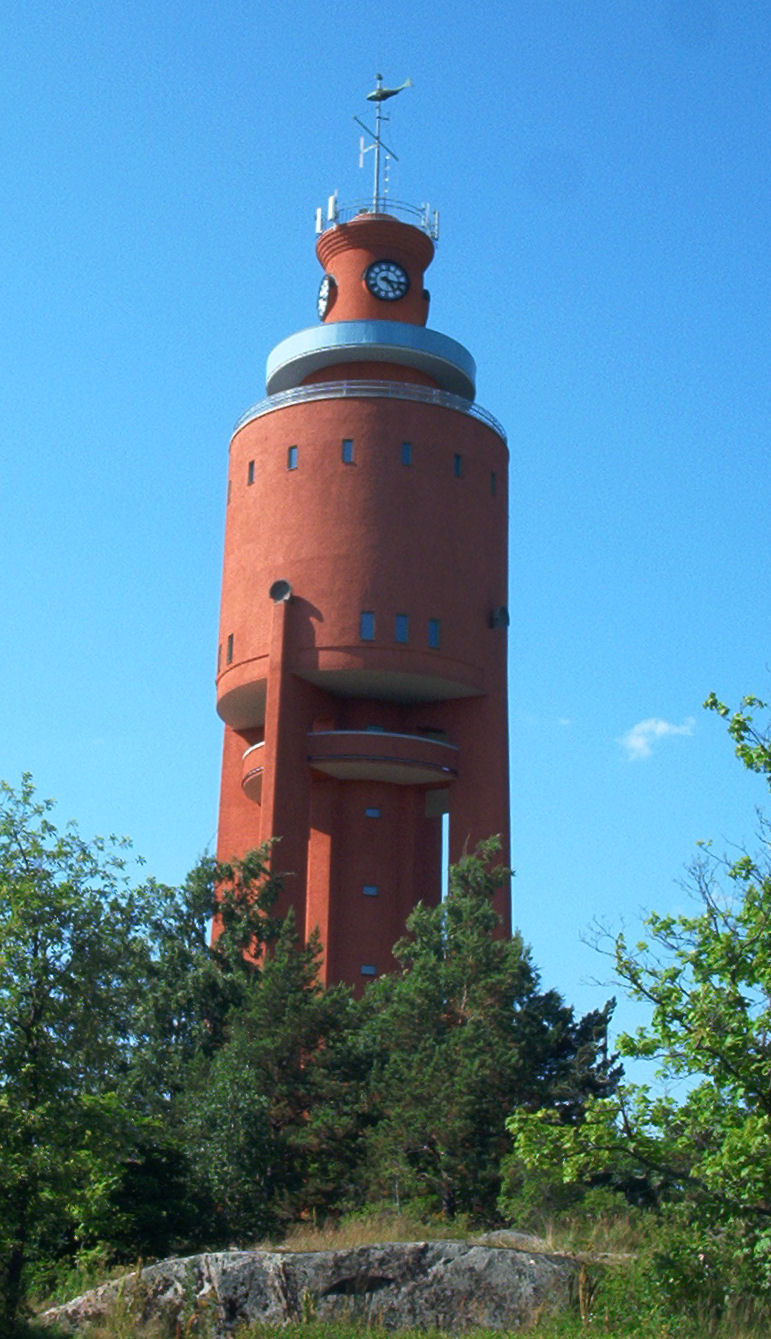
Víztorony

- Víztorony/ Hangon vesitorni: A város közepén, 65 méter magasan a dombtetőn található toronyból belátni az egész várost és a Balti-tenger partvidékét.
- Fürdő-park/Kylpyläpuisto: A város keleti tengerparti része, tele a 20. század fordulóján fából épült villákkal.
- Négy szél háza/Neljän tuulen tupa: A Pieni Mäntysaari nevű szigeten található kávéház, melynek egyik tulajdonosa C.G.E. Mannerheim volt. A tábornok 1927-ben vette meg az akkori Afrika kávéházat, ami ekkor kapta meg ma is használatos nevét. 1933-ban azonban, amikor elköltözött a szomszédos, Iso Mäntysaari nevű szigeten lévő birtokáról, a kávéházat is eladta.
- Szabadságszobor: Az 1918-as német partraszállás emlékére 1921. május 16-án emelték a gránitszobrot. Ilmari Wirkkala és Leonard Savola tervei alapján Bertel Nilsson szobrász készítette. A félsziget 1940-41-es szovjet fennhatósága alatt eltávolították, 2 évvel később újra felállították, ám 1946-ban ismét le lett bontva. Végül 1960-ban került vissza a Bulevardi utca végébe, mai helyére.
- Hankói templom és a városháza: a 19. században épültek, több ízben is átépítették őket, mai formájukat az 1950-es években Bertel Liljequist tervezte meg.
- Front múzeum/Rintamamuseo: Lappohja közelében, Hankótól 17 kilométerre található a szabadtéri múzeum, mely második világháborús helyi erődítéseket, föld alatti bunkereket mutat be.
- Hankótól mintegy 25 kilométerre, a Bengtskär nevű sérszigeten áll az 1906-ban épült bengtskäri világítótorony.
- Kikötők: A hankói kikötők ma főleg a papírexport és autók behozatala miatt jelentősek. Két fő része van: a nyugati (Länsisatama) és a külső kikötő (Ulkosatama).

## Források

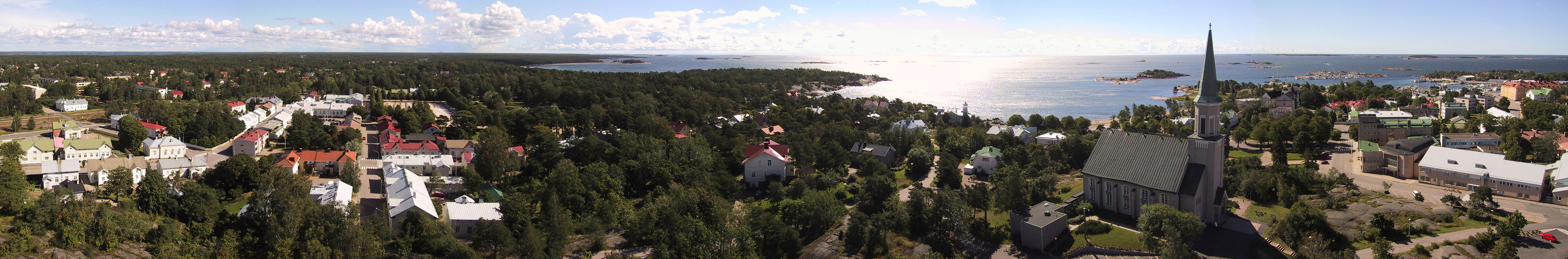
Hankói panoráma a víztoronyból